# Andrzej Kostrzewa
Andrzej Piotr Kostrzewa  (* 31. července 1958 Wolina, Polsko) je bývalý polský sportovní šermíř, který se specializoval na šerm šavlí. Polsko reprezentoval v sedmdesátých a osmdesátých letech. Na olympijských hrách startoval v roce 1980 a 1988 v soutěži jednotlivců a družstev. V roce 1984 přišel o start na olympijských hrách v Los Angeles kvůli jejich bojkotu. V roce 1982 obsadil druhé místo na mistrovství Evropy v soutěži jednotlivců. S polským družstvem šavlistů vybojoval v roce 1986 druhé a v roce 1979, 1981 třetí místo na mistrovství světa.